# Rasmus Krogh Jørgensen
Rasmus Krogh Jørgensen (født i Varde 13. oktober 1991) er en dansk motocrosskører. Han blev danmarksmester i motocross i årene 2001, 2003, 2004, 2006, 2007.
I 2009 debuterede han i senior-verdensmesterskabet på et wildcard for suzuki-fabriksteamet. Her lavede han den bedste vm-debut der på dette tidspunkt nogensinde var set, med en samlet 6. plads.
Nogle måneder efter ændrede hans karriere sig, da han var involveret i et trafikuheld, der betød at hans venstre arm blev delvist lammet. Siden hen har han prøvet at komme tilbage til motocrossverdenen og den professionelle livsstil.
I 2011 blev han nummer to til dansk mesterskab og tre i den tyske ADAC-serie, på trods af en stadig delvist lammet arm.
I 2013 blev der lavet en dokumentar "Don't you worry", den omhandlede hans tidligere motocross karriere, tabet af sin far og historien omkring hans comeback efter trafikuheldet. Med knap 100.000 visninger på vimeo og flere henvisninger fra verdens store motocross sites blev dokumentaren modtaget med respekt blandt motocross folket.
I sommeren 2015 valgte han at indstille sin motocross karriere

## Eksterne kilder og henvisninger
1. ↑  https://vimeo.com/78067024
2. ↑  Don't You Worry - The Rasmus Jørgensen Story - Moto-Related - Motocross Forums / Message Boards - Vital MX
3. ↑  "CROSS Magazin - Int: Don't You Worry - The Rasmus Jørgensen Story • Fahrerlager". Arkiveret fra originalen 5. marts 2016. Hentet 4. januar 2016.
4. ↑  MX-IndeX - Din motocross portal. Motocross nyheder